# Boris Babic
Boris Babic (Walenstadt, 12 novembre 1997) è un calciatore svizzero, attaccante del Lugano.

## Caratteristiche tecniche
È un centravanti.

## Carriera
Ha esordito fra i professionisti il 26 agosto 2015 disputando con il Bienne l'incontro di Challenge League vinto 5-1 contro il Winterthur.

## Statistiche
Statistiche aggiornate al 20 luglio 2021.

### Presenze e reti nei club
| Stagione         | Squadra          | Campionato       | Campionato | Campionato | Coppe nazionali | Coppe nazionali | Coppe nazionali | Coppe continentali | Coppe continentali | Coppe continentali | Altre coppe | Altre coppe | Altre coppe | Totale | Totale | Totale |
| Stagione         | Squadra          | Comp             | Pres       | Reti       | Comp            | Pres            | Reti            | Comp               | Pres               | Reti               | Comp        | Pres        | Reti        | Pres   | Reti   |        |
| ---------------- | ---------------- | ---------------- | ---------- | ---------- | --------------- | --------------- | --------------- | ------------------ | ------------------ | ------------------ | ----------- | ----------- | ----------- | ------ | ------ | ------ |
| 2015-2016        | Bienne           | ChL              | 2          | 0          | CS              | 0               | 0               |                    | -                  | -                  |             | -           | -           | 2      | 0      |        |
| 2016-2017        | San Gallo        | ASL              | 5          | 0          | CS              | 0               | 0               |                    | -                  | -                  |             | -           | -           | 5      | 0      |        |
| 2017-gen. 2018   | San Gallo        | ASL              | 7          | 0          | CS              | 3               | 1               |                    | -                  | -                  |             | -           | -           | 10     | 1      |        |
| gen.-giu. 2018   | Vaduz            | ChL              | 9          | 0          | CL              | 1               | 0               |                    | -                  | -                  |             | -           | -           | 10     | 0      |        |
| 2018-2019        | Vaduz            | ChL              | 17         | 0          | CL              | 2               | 1               | UEL                | 3                  | 0                  |             | -           | -           | 22     | 1      |        |
| Totale Vaduz     | Totale Vaduz     | Totale Vaduz     | 26         | 0          |                 | 3               | 1               |                    | 3                  | 0                  |             | -           | -           | 32     | 1      |        |
| 2019-2020        | San Gallo        | ASL              | 19         | 7          | CS              | 1               | 0               |                    | -                  | -                  |             | -           | -           | 20     | 7      |        |
| 2020-2021        | San Gallo        | ASL              | 29         | 1          | CS              | 2               | 0               |                    | -                  | -                  |             | -           | -           | 31     | 1      |        |
| Totale San Gallo | Totale San Gallo | Totale San Gallo | 60         | 8          |                 | 6               | 1               |                    | -                  | -                  |             | -           | -           | 66     | 9      |        |
| Totale carriera  | Totale carriera  | Totale carriera  | 88         | 8          |                 | 9               | 2               |                    | 3                  | 0                  |             | -           | -           | 100    | 10     |        |

## Palmarès

### Club

#### Competizioni nazionali
- Liechtensteiner-Cup: 2

Vaduz: 2017-2018, 2018-2019